# Rio Jutaí (vattendrag i Brasilien, Amazonas, lat -2,74, long -66,78)
Rio Jutaí är ett vattendrag i Brasilien.   Det ligger i delstaten Amazonas, i den nordvästra delen av landet, 2 500 km nordväst om huvudstaden Brasília.
Trakten runt Rio Jutaí är nära nog obefolkad, med mindre än två invånare per kvadratkilometer.